# Bokul
Bokul er en bakke, et klippemassiv, på Bornholm  med udsigt over Gudhjem. Bokul er 48 m høj. Oluf Høst har malet mange af sine billeder på Bokul ud over Gudhjem.  Hans nabo og malerkollega H P Haagensens familie ejede længe Bokulhus, der nu huser en anerkendt restaurant.
|  | Denne artikel om lokaliteten Bokul kan blive bedre, hvis der indsættes et (bedre) billede. Du kan hjælpe ved at afsøge Wikimedia Commons for et passende billede eller lægge et op på Wikimedia Commons med en af de tilladte licenser og indsætte det i artiklen. |

55°12′44″N 14°58′3″Ø / 55.21222°N 14.96750°Ø